# Oleg Sergejewitsch Sergejew
Oleg Sergejewitsch Sergejew (russisch Олег Сергеевич Сергеев; * 30. Januar 1940 in Moskau; † 1999) war ein russischer Fußballspieler auf der Position eines Stürmers.

## Laufbahn
Sergejew gehörte zwischen 1958 und 1966 zum Kader von Torpedo Moskau, eine der zu dieser Zeit besten Mannschaften des sowjetischen Fußballs. Sergejew gehörte zu den wenigen Spielern, die mit Torpedo beide sowjetischen Meistertitel der 1960er Jahre gewannen, die 1960 und 1965 erzielt wurden. Außerdem wurde er 1961 und 1964 mit Torpedo Vizemeister. Ferner gewann Sergejew mit Torpedo 1960 den Fußballpokal der Sowjetunion und erreichte in drei weiteren Fällen die Finalspiele (1958, 1961 und 1966). Mit insgesamt 43 Treffern ist Sergejew zudem der zehntbeste Torjäger Torpedos in der Wysschaja Liga.

## Erfolge
- Sowjetischer Meister: 1960, 1965
- Sowjetischer Pokalsieger: 1960